# Ochrotrichia provosti
Ochrotrichia provosti is een schietmot uit de familie Hydroptilidae. De soort komt voor in het Nearctisch gebied.